# Villers-le-Tourneur
Villers-le-Tourneur – miejscowość i gmina we Francji, w regionie Grand Est, w departamencie Ardeny.
Według danych na rok 1990 gminę zamieszkiwało 141 osób, a gęstość zaludnienia wynosiła 18 osób/km².